# Obred kraljevske tajne
Obred kraljevske tajne (engl. Rite of the Royal Secret; fran. Rite du royal secret), poznat i kao Obred savršenstva (Rite of Perfection; Rite de perfection), a negdje i Morinov obred (Morin's Rite), je obred u slobodnom zidarstvu nastao u 18. stoljeću. Taj obred predstavlja glavnu sastavnicu Drevnog i prihvaćenog škotskog obreda, koji je službeno utemeljen 1801. godine u Charlestonu, Južna Karolina.

## Povijest
Podrijetlo i širenje Obreda savršenstva, za koji se tvrdi da je osnovan 1762. godine, kao i njegova izvorna francuska povelja kojom se dopuštao prijenos obreda diljem svijeta, i dalje su predmet rasprava među povjesničarima slobodnog zidarstva, čak i danas.
Obred je razvio Etienne Morin, a sastojao se od 25 stupnjeva, pri čemu je najviši bio "uzvišeni princ kraljevske tajne". Dana 27. kolovoza 1761. u Parizu, Morin je od dužnosnika prve Velike lože Francuske primio povelju kojom je imenovan "velikim inspektorom za sve dijelove Novoga svijeta". Izvorni primjerak te povelje nikada nije pronađen; poznata je samo iz kasnijih prijepisa, koji su možda bili uljepšani od strane samog Morina kako bi učvrstio svoj autoritet nad ložama viših stupnjeva u Antilima.
Upravo s tom francuskom poveljom Morin od 1765. počinje širiti obred po Antilima, a na temelju njegove povelje Henry Andrew Francken ga kasnije prenosi u Sjevernu Ameriku.

## Struktura stupnjeva
Obred kraljevske tajne izvorno je bio organiziran u sedam razreda.
- I. razred:
  - 1° – učenik (Apprenti)
  - 2° – pomoćnik (Compagnon)
  - 3° – majstor (Maître)
- II. razred:
  - 4° – tajni majstor (Maître secret)
  - 5° – savršeni majstor (Maître parfait)
  - 6° – osobni tajnik (Secrétaire intime)
  - 7° – intendant gradnje (Intendant des bâtiments)
  - 8° – starješina i sudac (Prévôt et juge)
- III. razred:
  - 9° – vitez izabranik devetorice (Chevalier Élu des 9)
  - 10° – vitez izabranik petnaestorice (Chevalier Élu des 15)
  - 11° – izabrani slavni poglavica 12 plemena (Élu illustre chef des 12 tribus)
- IV. razred:
  - 12° – veliki majstor arhitekt (Grand maître architecte)
  - 13° – vitez kraljevskog luka (Chevalier Royale arche)
  - 14° – veliki izabrani savršeni stari majstor (Grand Élu ancien maître parfait)
- V. razred:
  - 15° – vitez mača (Chevalier de l’épée)
  - 16° – princ Jeruzalema (Prince de Jérusalem)
  - 17° – vitez istoka i zapada (Chevalier d'Orient et d'Occident)
  - 18° – vitez ružinog križa (Chevalier Rose Croix)
  - 19° – veliki pontifex ili majstor za života (Grand pontife ou Maître Ad vitam)
- VI. razred:
  - 20° – veliki patrijarh (Grand Patriarche)
  - 21° – veliki majstor ključa zidarstva (Grand maître de la Clef de la maçonnerie)
  - 22° – princ od Libanona, vitez kraljevske sjekire (Prince du Liban chevalier de Royal hache)
- VII. razred:
  - 23° – suvereni princ sljedbenik velikog konzistorija (Souverain Prince adepte du grand consistoire)
  - 24° – slavni vitez zapovjednik bijelog i crnog orla (Illustre Chevalier commandeur de l’aigle blanc et noir))
  - 25° – uzvišeni princ kraljevske tajne (Commandeur du Royal secret ou Prince sublime)